# Gelis alator
Gelis alator là một loài tò vò trong họ Ichneumonidae.